# Числов, Виктор Васильевич
Виктор Васильевич Числов (род. 30 апреля 1977, Тольятти, Куйбышевская область) — российский и казахстанский хоккеист, нападающий.

## Биография
Воспитанник тольяттинской «Лады», в сезонах 1993/94 — 1997/98 играл за «Ладу-2». В сезоне 1996/97 РХЛ провёл 7 матчей за «Ладу» (ставшую серебряным призёром) и 9 — на правах аренды за «Торпедо» Нижний Новгород. В сезоне 1997/98 играл также за «Салават Юлаев» (11 матчей), «Новойл», «Липецк» и «Стинол», после чего завершил карьеру.
В составе молодёжной сборной Казахстана стал победителем группы C2 на чемпионате мира 1995 года.